# Parafia Podwyższenia Krzyża Świętego w Hucie Krzeszowskiej
Parafia Podwyższenia Krzyża Świętego w Hucie Krzeszowskiej – parafia należąca do dekanatu Biłgoraj -  Południe diecezji zamojsko-lubaczowskiej.
Parafia utworzona w 1776 roku. Prowadzą ją księża diecezjalni.
Teren parafii obejmuje miejscowości: Gózd, Huta Krzeszowska, Huta Nowa, Huta Podgórna, Huta Stara, Osada Leśna, Maziarnia, Szeliga, Żuk Nowy, Żuk Stary.